# Camp de déplacés Bushagara
Le camp de déplacés de Bushagara, est un site d'accueil situé au nord de la ville de Goma, dans la province du Nord-Kivu, en république démocratique du Congo (RDC). Ce camp abrite des populations déplacées internes, principalement en raison des conflits armés et de l'insécurité récurrents dans la région,.

## Histoire
La province du Nord-Kivu est l'une des zones les plus touchées par les conflits armés en RDC depuis plusieurs décennies. Les affrontements entre groupes armés locaux, forces gouvernementales, et milices étrangères ont entraîné des déplacements massifs de populations civiles. Le camp de Bushagara a été établi pour répondre à l'afflux de familles cherchant refuge face à ces violences,.

## Localisation
Le camp de déplacés de Bushagara se situe dans une zone périphérique de la ville de Goma, à proximité des collines qui marquent les frontières administratives de la ville et des territoires voisins,.

## Conditions de vie
Les conditions de vie dans le camp de Bushagara sont précaires, comme dans la majorité des camps de déplacés de la région. Les infrastructures restent rudimentaires, et les déplacés dépendent largement de l’aide humanitaire. Les principaux défis incluent,, :
- Accès à l’eau potable : De nombreux habitants doivent parcourir de longues distances pour s’approvisionner[12],[13].
- Santé : Les services de santé sont limités, ce qui aggrave les risques liés aux maladies telles que le choléra et le paludisme[14],[15].
- Sécurité alimentaire : L’insuffisance des vivres fournis par les ONG et les agences humanitaires reste une source majeure d'inquiétude[16],[17],[18],[19],[20].
- Éducation : Les enfants déplacés peinent à accéder à une éducation régulière en raison de l'absence d'écoles dans le camp ou à proximité[21],[22],[23].

## Gestion et assistance humanitaire
Le camp est supervisé par des organismes locaux et internationaux, tels que le Haut-Commissariat des Nations unies pour les réfugiés (HCR), l’Organisation internationale pour les migrations (OIM), et d’autres ONG. Ces organisations fournissent une assistance essentielle en matière de nourriture, de soins de santé, et d’abris,.

## Défis persistants
Le camp de Bushagara reflète les problèmes structurels liés aux déplacements forcés en RDC, notamment, :
1. Manque de financements : Les programmes humanitaires peinent à répondre aux besoins croissants des déplacés.
2. Problèmes de sécurité : La proximité avec des zones de conflit rend le camp vulnérable aux incursions de groupes armés[28].
3. Soutenabilité : Le nombre croissant de déplacés met en péril la capacité d’accueil du camp.

## Perspectives et initiatives en cours
Les autorités locales, en collaboration avec les partenaires humanitaires, travaillent à des solutions à long terme pour les déplacés, telles que la réinstallation volontaire, le retour dans les zones d'origine, ou l'intégration dans les communautés hôtes. Cependant, ces efforts restent limités par l’instabilité persistante dans la région.